# Cmentarz wojenny nr 270 – Bielcza
Cmentarz wojenny nr 270 – Bielcza – cmentarz z I wojny światowej znajdujący się we wsi Bielcza w województwie małopolskim, w powiecie brzeskim, w gminie Borzęcin. Jest jednym z 400 zachodniogalicyjskich cmentarzy wojennych zbudowanych przez Oddział Grobów Wojennych C. i K. Komendantury Wojskowej w Krakowie. W VIII okręgu brzeskim cmentarzy tych jest 52.

## Historia
Pochowano tutaj żołnierzy armii austriackiej, niemieckiej i rosyjskiej, którzy zginęli w walkach na okolicznych terenach w dniach 13 marca-6 maja 1915. Po zwycięstwie połączonych sił austriackich i niemieckich w bitwie pod Krakowem i bitwie pod Limanową wojska rosyjskie wycofały się na wschód, broniąc linii kolejowej Przemyśl – Bochnia. Przez Bielczę dwukrotnie przetoczył się front wojenny, a na okolicznych polach znajdowały się okopy i transzeje. W Bielczy armia niemiecka zlokalizowała szpital wojenny 82 królewsko-pruskiej Dywizji Rezerwy nr 47. Miał on 3 oddziały; jeden znajdował się w długim baraku na podwórzu Franciszka Wróbla, drugi podobny na podwórku Jana Wróbla, a trzeci, zakaźny przy drodze prowadzącej na Szujec. Żołnierzy zmarłych w tych szpitalach pochowano na cmentarzu parafialnym w Bielczy w specjalnie wydzielonej kwaterze. Ogółem na cmentarzu pochowano:
- 10 żołnierzy armii austriackiej z 68 pułku piechoty, 4 pułku strzelców tyrolskich, 8 pułku haubic polowych i 47 oddziału sanitarnego
- 35 żołnierzy armii niemieckiej z 217, 219 i 220 pruskiego rezerwowego batalionu piechoty, 47 rezerwowego batalionu saperów
- 6 żołnierzy armii rosyjskiej z 17 i 165 pułku piechoty

Zidentyfikowano 37 żołnierzy, głównie z armii niemieckiej. W szpitalu w Bielczy zmarł też generał rosyjski, jednak z nieznanych powodów nie został pochowany na cmentarzu wojennym, lecz po wschodniej stronie ogrodzenia kościoła. Później jego zwłoki ekshumowano i wywieziono do Rosji.

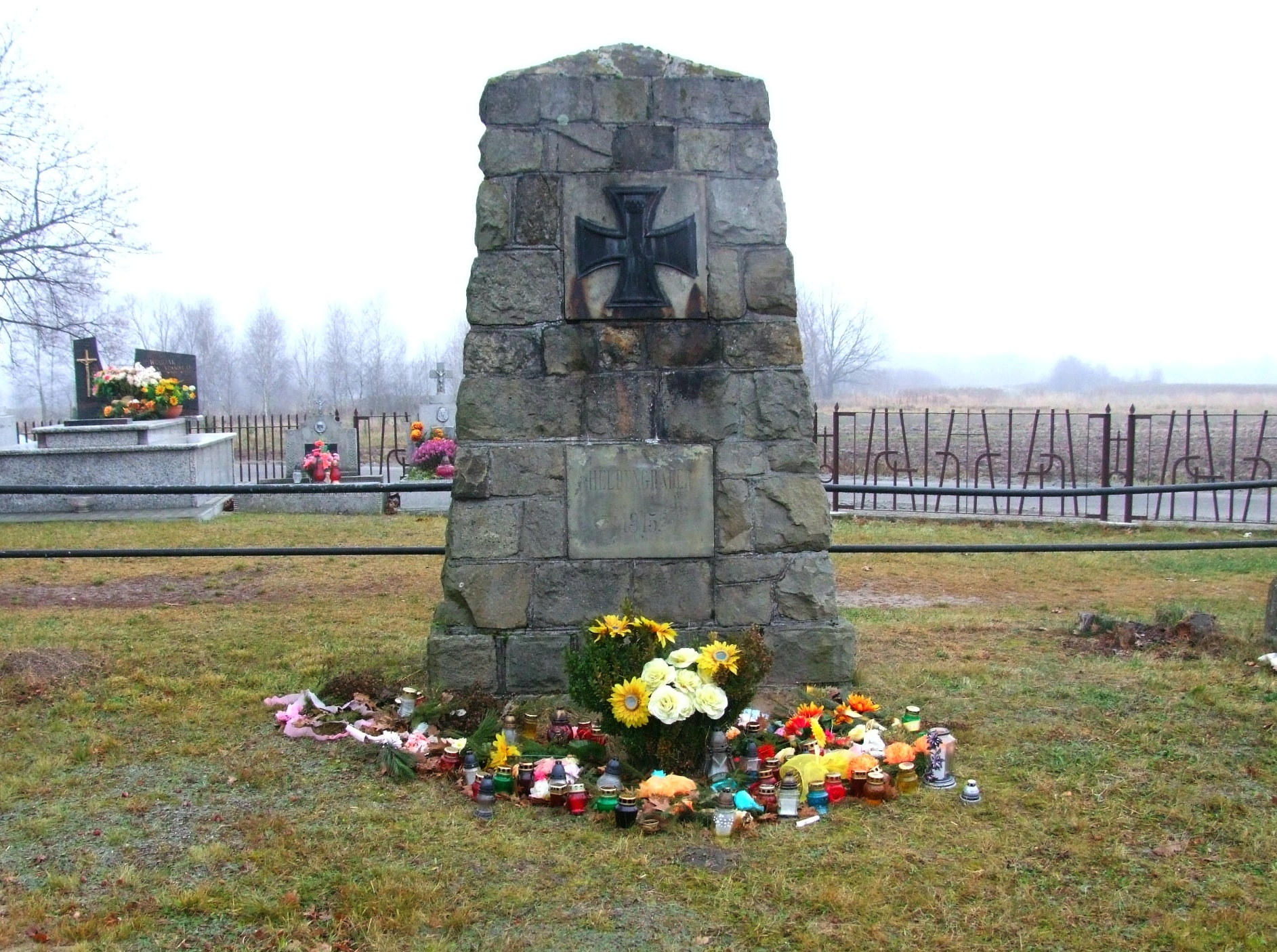
Pomnik

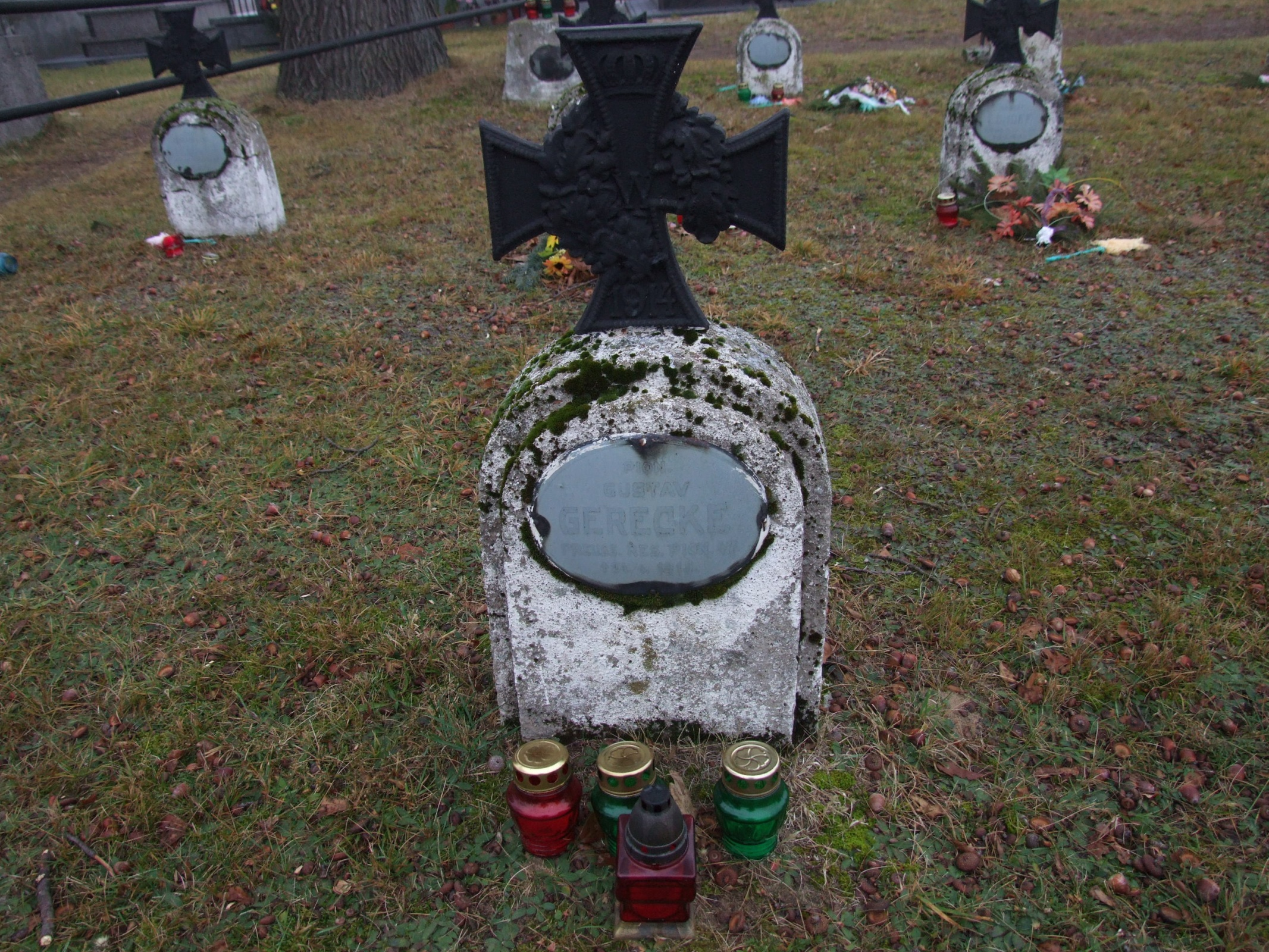
Stela żołnierzy austriackich

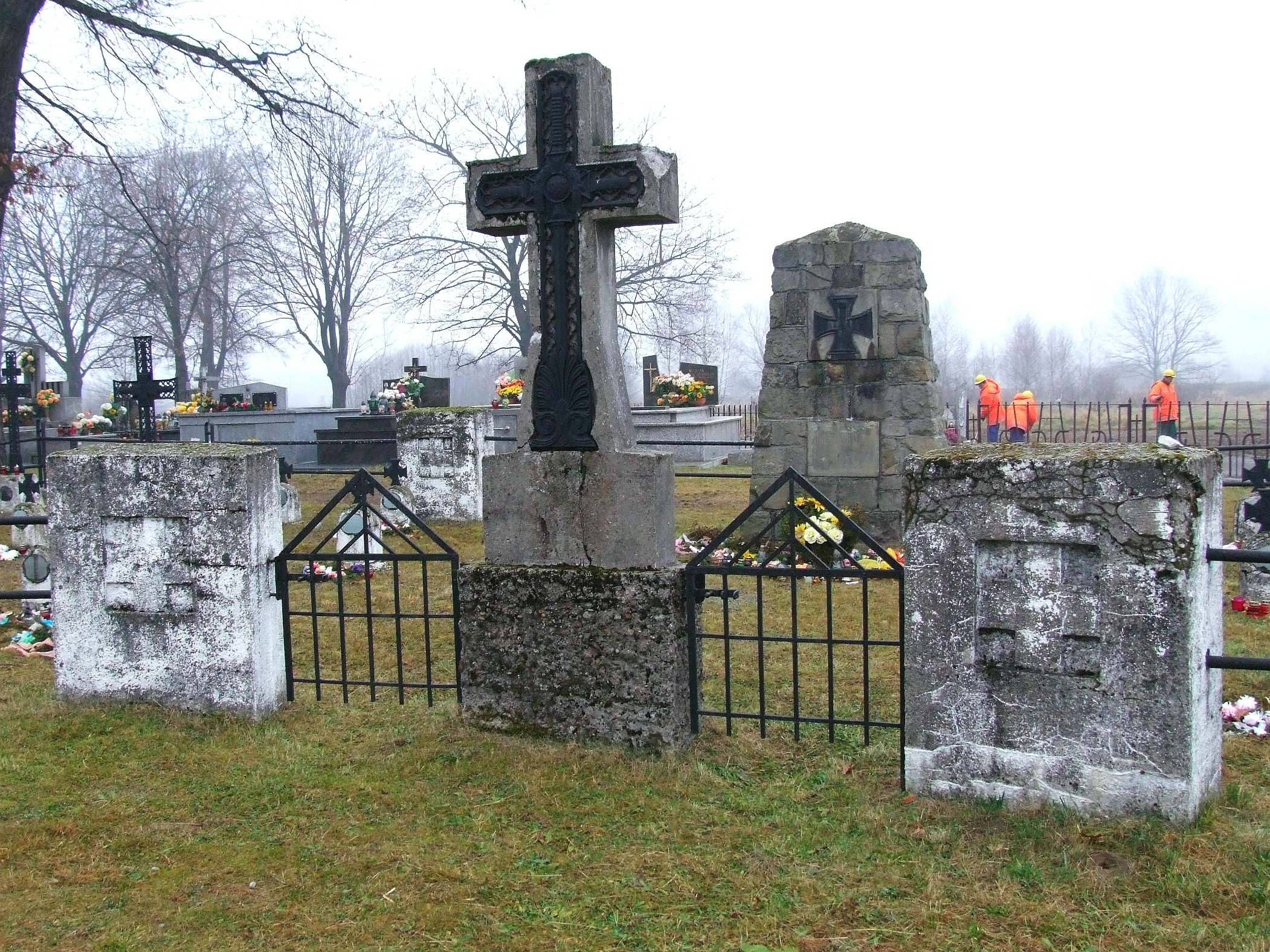
Bramki wejściowe do cmentarza

## Opis cmentarza
Cmentarz znajduje się na cmentarzu parafialnym w Bielczy przy drodze z Bielczy na Waryś. Znajduje się w przedniej części tego cmentarza, zaraz za jego bramą wejściową. Ma kształt trapezu i ogrodzony jest żelaznymi rurami na betonowych słupkach zwieńczonych niewielkimi krzyżami maltańskimi. Głównym elementem dekoracyjnym jest stojący na środku, murowany z kamienia łupanego pomnik z żeliwnym krzyżem austriackim i datą 1914 i tablicą inskrypcyjną z napisem „Grób bohaterów 1915”. Brama wejściowa składa się z dwóch niskich żeliwnych furtek, pomiędzy którymi stoi na cokole duży betonowy krzyż z zamontowanym na nim austriackim krzyżem żeliwnym. Nagrobki żołnierzy znajdują się w trzech rzędach i mają niskie betonowe stele z żeliwnymi krzyżami trzech rodzajów: dwa rodzaje krzyży łacińskich (na grobach żołnierzy austriackich i niemieckich) i krzyże lotaryńskie (na grobach żołnierzy rosyjskich). Oprócz tego na betonowych stelach znajdują się metalowe, oryginalne tabliczki z nazwiskami pochowanych żołnierzy.

## Losy cmentarza
W okresie Polski międzywojennej cmentarz jako nowy był jeszcze w dobrym stanie. Po II wojnie ranga cmentarza dla ówczesnych władz zmalała, przybyły bowiem nowe, świeższe cmentarze i dramatyczne historie nowej wojny. Dla komunistycznych władz niewygodne było pielęgnowanie historii wojny, która przyniosła Polsce niepodległość od zaborców (w tym rosyjskich). Młodzież szkolna uporządkowywała cmentarz przed dniem Wszystkich Świętych i zapalała znicze, jednak cmentarz ulegał w naturalny sposób niszczeniu przez czynniki pogody i roślinność. Napisy na tabliczkach wypłowiały, niektóre stały się nieczytelne, niektóre krzyże na nagrobkach uległy odłamaniu. Dopiero od lat 80. zaczęto bardziej dbać o cmentarze z I wojny światowej. Cmentarz odnowiono, m.in. naprawiono ogrodzenie (część słupków ogrodzenia jest oryginalna, część zamontowano na nowo), wstawiono nowe rury żelazne.
20 listopada 2020 roku zakończono prace związane z kolejną renowacją cmentarza.
Jest rozbieżność dat; na niektórych tabliczkach i krzyżach są daty 1914, na innych 1915, mimo że jak podaje Roman Frodyma, wszyscy pochowani tutaj żołnierze zginęli w 1915 r.